# Liste des guerres de l'Albanie
Cette liste regroupe les guerres et conflits ayant vu la participation de l’Albanie. Voici une légende facilitant la lecture de l'issue des guerres ci-dessous :
- Victoire albanaise
- Défaite albanaise
- Autre résultat (par exemple un traité ou une paix sans un résultat clair, un statu quo ante bellum, un résultat inconnu ou indécis)
- Conflit en cours

## Albanie médiévale
| Début         | Fin             | Nom du conflit                       | Belligérants | Belligérants                                                                   | Lieu                          | Issue |
| Début         | Fin             | Nom du conflit                       | Alliés (y compris l’Albanie) | Ennemis                                                                        | Lieu                          | Issue |
| ------------- | --------------- | ------------------------------------ | --- | ------------------------------------------------------------------------------ | ----------------------------- | --- |
| 1274          | 1281            | Campagne byzantine d'Albanie         | Royaume médiéval d'Albanie Maison d'Anjou Royaume de Sicile Despotat d'Arta (en) Principauté d'Achaïe | Empire byzantin nobles albanais                                                | Albanie                       | Victoire byzantine. Le royaume d'Albanie obtient un pouvoir territorial indépendant. Les soldats d'Anjou sont expulsés du territoire albanais. |
| 1341          | 1347            | Guerre civile de Byzance             | Jean VI Cantacuzène Empire serbe (1342-1343) Émirat d'Aydın Beylicat ottoman Royaume médiéval d'Albanie Principauté de Muzaka (en) Saruhanides | Jean V Paléologue Empire serbe(1343-1347) Empire bulgare Despotat de Dobroudja | Grèce, Thrace, Constantinople | Victoire de cantacuzène |
| 1358          | 1359            | Première guerre albano-épirote       | Royaume médiéval d'Albanie Empire serbe | Despotat d'Épire mercenaires turques                                           | Grèce                         | Victoire albano-serbe |
| 1367          | 1370            | Deuxième guerre albano-épirote (en)  | Despotat d'Arta (en) | Despotat d'Épire                                                               | Grèce                         | Cessez-le-feu |
| 1374          | 1375            | Troisième guerre albano-épirote (en) | Despotat d'Arta (en) | Despotat d'Épire                                                               | Grèce                         | Cessez-le-feu |
| 1381          | 1384            | Quatrième guerre albano-épirote (en) | Despotat d'Arta (en) | Despotat d'Épire Empire ottoman                                                | Grèce                         | Victoire albanaise |
| 1385          | 1385            | Cinquième guerre albano-épirote (en) | Despotat d'Arta (en) | Despotat d'Épire                                                               | Grèce                         | Victoire épirote |
| 1405          | 30 janvier 1413 | Première guerre de Scutari (en)      | Principauté de Zeta | République de Venise                                                           | Zeta, Scutari                 | Indécise |
| Mars 1419     | Août 1423       | Seconde guerre de Scutari            | Principauté de Zeta Despotat de Serbie rebelles albanais | République de Venise                                                           | Zeta                          | Indécise |
| 1432          | 1436            | Révolte albanaise                    | rebelles albanais | Empire ottoman                                                                 | Albanie ottomane              | Victoire ottomane |
| 1437          | 1438            | Révolte albanaise de Berat           | rebelles albanais | Empire ottoman                                                                 | Berat                         | Victoire ottomane |
| Décembre 1447 | 4 octobre 1448  | Guerre albano-vénitienne             | Ligue de Lezha | Empire ottoman République de Venise                                            | Albanie                       | Victoire albanaise |
| 1448          | 1448            | Campagne serbe de Skanderbeg         | Ligue de Lezha | Despotat de Serbie                                                             | Serbie, Albanie               | Victoire albanaise |
| 1460          | 1460            | L’expédition italienne de Skanderbeg | Ligue de Lezha États ponctificaux Royaume de Naples Duché de Milan | Principauté de Tarente Empire Plantagenêt Maison de Valois-Anjou               | sud de l'Italie               | Victoire albanaise |
| 1463          | 25 janvier 1479 | Guerre vénéto-ottomane de 15 ans     | Ligue de Lezha Royaume de Hongrie États ponctificaux Royaume de Croatie Despotat d'Épire République de Venise Principauté de Zeta Royaume de France Saint-Empire Royaume de Castille Royaume de Naples Grand-duché de Lituanie Principauté de Moldavie | Empire ottoman                                                                 | Grèce, Albanie                | Victoire ottomane |
| 1465          | 1465            | Campagne de Ballaban                 | Ligue de Lezha | Empire ottoman                                                                 | Albanie                       | Victoire albanaise |
| juin 1481     | juin 1481       | Invasion de Zeta                     | rebelles de Zeta rebelles albanais | Empire ottoman                                                                 | Albanie ottomane, Montenegro  | Victoire des rebelles |

## Albanie ottomane
| Début | Fin  | Nom du conflit      | Belligérants                 | Belligérants   | Lieu                        | Issue                                            |
| Début | Fin  | Nom du conflit      | Alliés (y compris l’Albanie) | Ennemis        | Lieu                        | Issue                                            |
| ----- | ---- | ------------------- | ---------------------------- | -------------- | --------------------------- | ------------------------------------------------ |
| 1910  | 1912 | Révoltes albanaises | Rebelles albanais            | Empire ottoman | Albanie, Monténégro, Kosovo | Victoire des rebelles, Indépendance de l'Albanie |

## Principauté d'Albanie
| Début        | Fin           | Nom du conflit            | Belligérants                                                                          | Belligérants                                               | Lieu                 | Issue                               |
| Début        | Fin           | Nom du conflit            | Alliés (y compris l’Albanie)                                                          | Ennemis                                                    | Lieu                 | Issue                               |
| ------------ | ------------- | ------------------------- | ------------------------------------------------------------------------------------- | ---------------------------------------------------------- | -------------------- | ----------------------------------- |
| 1915         | 1918          | Campagne d'Albanie        | Principauté d'Albanie Royaume d'Italie France Royaume de Serbie République de Koritza | Autriche-Hongrie Royaume de Bulgarie Divers clans albanais | Albanie              | Victoire des alliés et de l'Albanie |
| 4 juin 1920  | 2 août 1920   | Guerre de Vlora           | Principauté d'Albanie                                                                 | Royaume d'Italie                                           | Vlora                | Victoire albanaise                  |
| Janvier 1921 | Novembre 1921 | Conflit albano-yougoslave | Principauté d'Albanie                                                                 | Royaume des Serbes, Croates et Slovènes                    | Albanie, Yougoslavie | Paix mise en place par la SDN       |

## Royaume d'Albanie
| Début        | Fin           | Nom du conflit        | Belligérants                 | Belligérants     | Lieu    | Issue                                         |
| Début        | Fin           | Nom du conflit        | Alliés (y compris l’Albanie) | Ennemis          | Lieu    | Issue                                         |
| ------------ | ------------- | --------------------- | ---------------------------- | ---------------- | ------- | --------------------------------------------- |
| 7 avril 1939 | 12 avril 1939 | Invasion de l'Albanie | Royaume albanais             | Royaume d'Italie | Albanie | Victoire italienne L'Italie occupe l'Albanie. |

## Royaume collaborateur albanais
| Début           | Fin           | Nom du conflit             | Belligérants                                                                            | Belligérants                                            | Lieu           | Issue             |
| Début           | Fin           | Nom du conflit             | Alliés (y compris l'Albanie)                                                            | Ennemis                                                 | Lieu           | Issue             |
| --------------- | ------------- | -------------------------- | --------------------------------------------------------------------------------------- | ------------------------------------------------------- | -------------- | ----------------- |
| 28 octobre 1940 | 6 avril 1941  | Guerre italo-grecque       | Royaume d'Italie Royaume albanais                                                       | Royaume de Grèce                                        | Grèce, Albanie | Victoire grecque  |
| 6 avril 1941    | 17 avril 1941 | Invasion de la Yougoslavie | Reich allemand Royaume d'Italie Royaume albanais Royaume de Hongrie Royaume de Bulgarie | Royaume de Yougoslavie                                  | Yougoslavie    | Victoire de l'Axe |
| 6 avril 1941    | 30 avril 1941 | Bataille de Grèce          | Reich allemand Royaume d'Italie Royaume albanais Royaume de Bulgarie                    | Royaume de Grèce Royaume-Uni Australie Nouvelle-Zélande | Grèce          | Victoire de l'Axe |

## République d'Albanie
| Début          | Fin          | Nom du conflit       | Belligérants | Belligérants | Lieu        | Issue                 |
| Début          | Fin          | Nom du conflit       | Alliés (y compris l’Albanie) | Ennemis | Lieu        | Issue                 |
| -------------- | ------------ | -------------------- | --- | --- | ----------- | --------------------- |
| 7 octobre 2001 | 30 août 2021 | Guerre d’Afghanistan | FIAS : Albanie Allemagne Australie Belgique Canada Croatie Danemark Espagne États-Unis France Italie Lituanie Norvège Nouvelle-Zélande Pakistan Pologne Portugal République tchèque Roumanie Royaume-Uni Suède Turquie | Talibans Réseau Haqqani Al-Qaïda Mouvement islamique d'Ouzbékistan Hezb-e-Islami Gulbuddin Lashkar-e-Toiba Jaish-e-Mohammed Hizbul Mujahideen (en) Tehrik-e-Taliban Pakistan | Afghanistan | Victoire des talibans |